# Paepalanthus supinus
Paepalanthus supinus är en gräsväxtart som beskrevs av Friedrich August Körnicke. Paepalanthus supinus ingår i släktet Paepalanthus och familjen Eriocaulaceae. Inga underarter finns listade i Catalogue of Life.